# Callogobius mucosus
Callogobius mucosus là một loài cá biển thuộc chi Callogobius trong họ Cá bống trắng. Loài cá này được mô tả lần đầu tiên vào năm 1872.

## Từ nguyên
Tính từ định danh mucosus trong tiếng Latinh nghĩa là "nhầy nhụa", hàm ý đề cập đến lớp chất nhầy dày bao phủ tất cả các bộ phận trên cơ thể loài cá này.

## Phân bố và môi trường sống
C. mucosus là loài đặc hữu ở vùng biển ôn đới miền nam nước Úc, từ khoảng Port Stephens (New South Wales) đến Houtman Abrolhos (Tây Úc), bao gồm cả xung quanh Tasmania.
Loài này được tìm thấy trên các rạn san hô ngoài khơi, độ sâu tới 30 m, và cả khu vực cửa sông, thường ẩn núp dưới các tảng đá.

## Mô tả
Chiều dài cơ thể lớn nhất được ghi nhận ở C. mucosus là 11 cm. Loài này có màu nâu sẫm. Đầu có nhiều gờ nhô lên, vốn tạo thành từ các vạt da.
Số gai ở vây lưng: 7; Số tia ở vây lưng: 10–12; Số gai ở vây hậu môn: 1; Số tia ở vây hậu môn: 8–9; Số gai vây bụng: 1; Số tia vây bụng: 5; Số tia vây ngực: 15–18.